# Carl Jonas Mylius

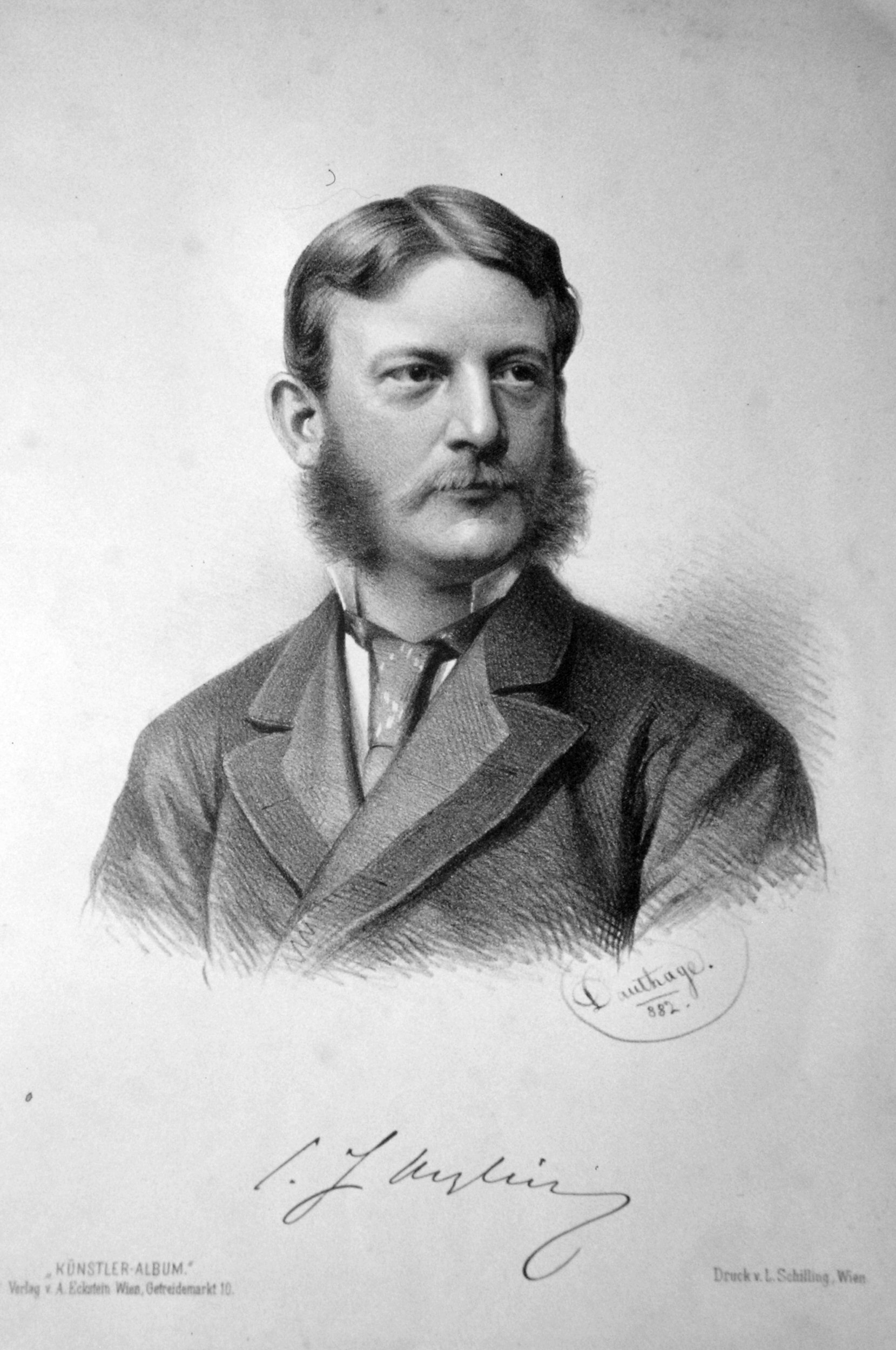
Carl Jonas Mylius, Lithographie von Adolf Dauthage, 1882

Carl Jonas Mylius (* 6. September 1839 in Frankfurt am Main; † 27. April 1883 ebenda) war ein deutscher Architekt.

## Familie
Sein Vater war der in Frankfurt geborene und in England erzogene vermögende Kaufmann Carl Mylius (1790–1870), der 1824 seine erste Ehefrau Kunigunde Dorothea Schott (1807–1831) heiratete und mit ihr vier Kinder zeugte. Der Witwer heiratete 1833 seine zweite Frau Fanny Aubin (1810–1846), mit der er fünf Kinder hatte. Carl Jonas war das zweitjüngste Kind aus dieser Ehe. Er heiratete als Vierzigjähriger 1879 Rosita Moeller (* 1832 in Valparaíso/Chile, † 1934). Sein jüngster Bruder war Adalbert Mylius (1843–1931), der Dr. phil., Chemiker, Gesellschafter und technischer Leiter der Firma J. R. Geigy AG in Basel und Stammvater des Basler Zweigs der Familie Mylius wurde.

## Leben
Carl Jonas Mylius studierte von 1858 bis 1861 am Polytechnikum in Zürich Architektur. Einer seiner Lehrer war hier Gottfried Semper. Wie es zu dieser Zeit üblich war, erweiterte Mylius seine Kenntnisse anschließend durch Reisen, insbesondere 1863–65 nach Italien. In Deutschland zurück, gründete er in Frankfurt am Main ein eigenes Architekturbüro und schloss sich 1871 mit Alfred Friedrich Bluntschli zu einer Architektengemeinschaft zusammen. Sie konnten zahlreiche Privatbauten und öffentliche Einrichtungen planen und errichten. Zu ihren bedeutendsten Werken zählen der Wiener Zentralfriedhof (1871–1874) sowie das Diakonissenhaus und die Senckenbergsche Bibliothek in Frankfurt. Mylius und Bluntschli erbauten 1875/1876 das Hotel Frankfurter Hof und das Schloss Langenzell in Neckargemünd. 1876 gewannen sie den Architekturwettbewerb um den Neubau des Rathauses in Hamburg; dieser Entwurf wurde allerdings nicht realisiert. Sie beteiligten sich auch an den Wettbewerben für ein Kollegiengebäude der Kaiser-Wilhelms-Universität zu Straßburg, für den Frankfurter Hauptbahnhof und für das Parlamentsgebäude des Deutschen Reichstags in Berlin (1872).
Carl Jonas Mylius starb im Alter von 43 Jahren und wurde in der Gruftenhalle auf dem Frankfurter Hauptfriedhof beigesetzt.
Die Mylius-Bluntschli-Straße am Westrand des Wiener Friedhofs erinnert an die beiden Architekten.
Die Mylius-Straße im Frankfurter Westend wurde dagegen nicht nach ihm, sondern nach seinem Verwandten Heinrich Mylius (1769–1854), geboren in Frankfurt am Main, genannt. Dieser wurde reich in Mailand, stiftete u. a. seiner Heimatstadt erkleckliche Summen, die u. a. der Taubstummen- und Blindenanstalt, den Kleinkinderschulen und der Senckenbergischen Naturforschenden Gesellschaft zuflossen. In dessen Villa Mylius-Vigoni am Comer See war Carl Jonas oftmals zu Gast. 

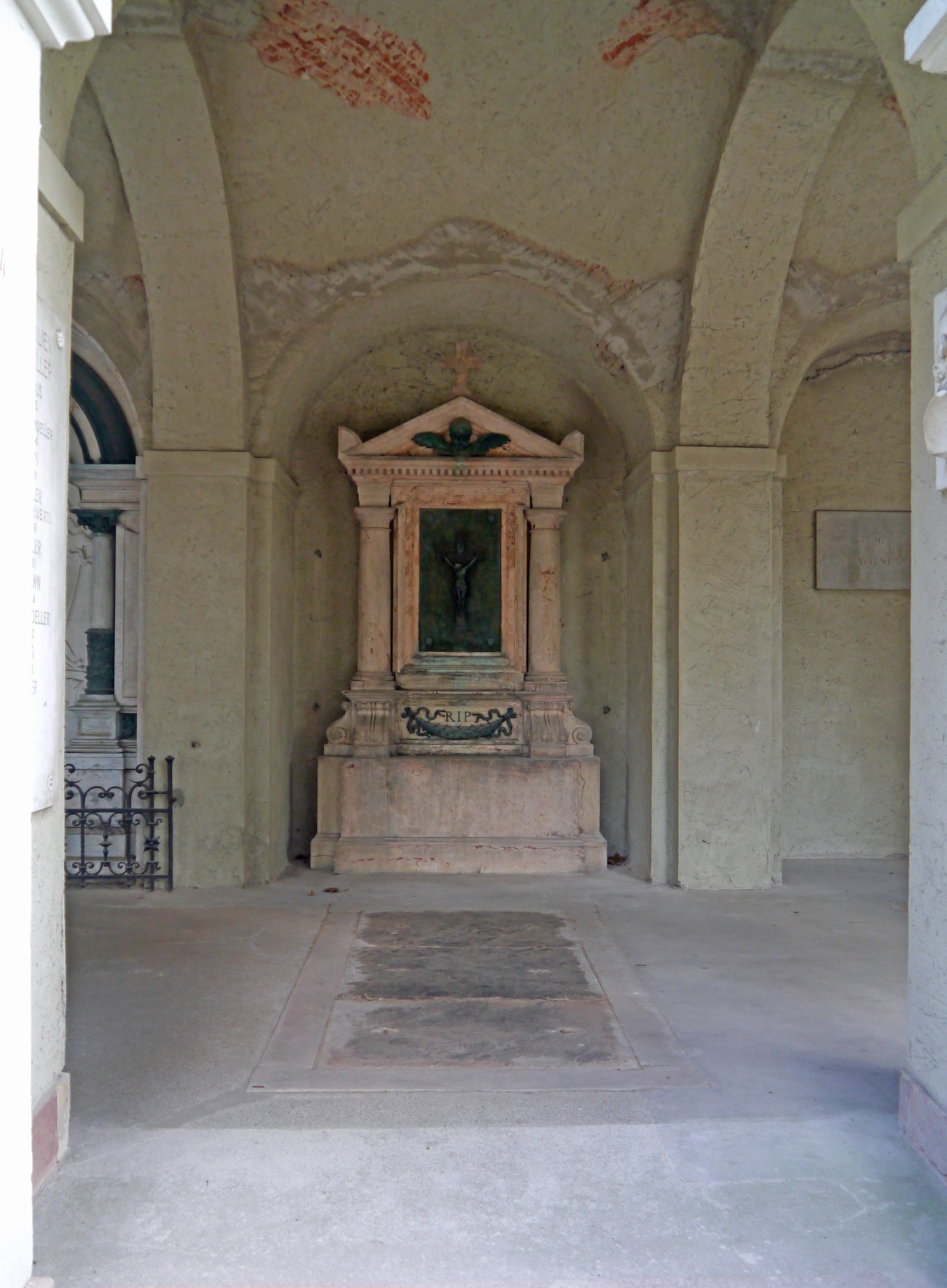
Gruft 24 (Mylius-Moeller) auf dem Frankfurter Hauptfriedhof
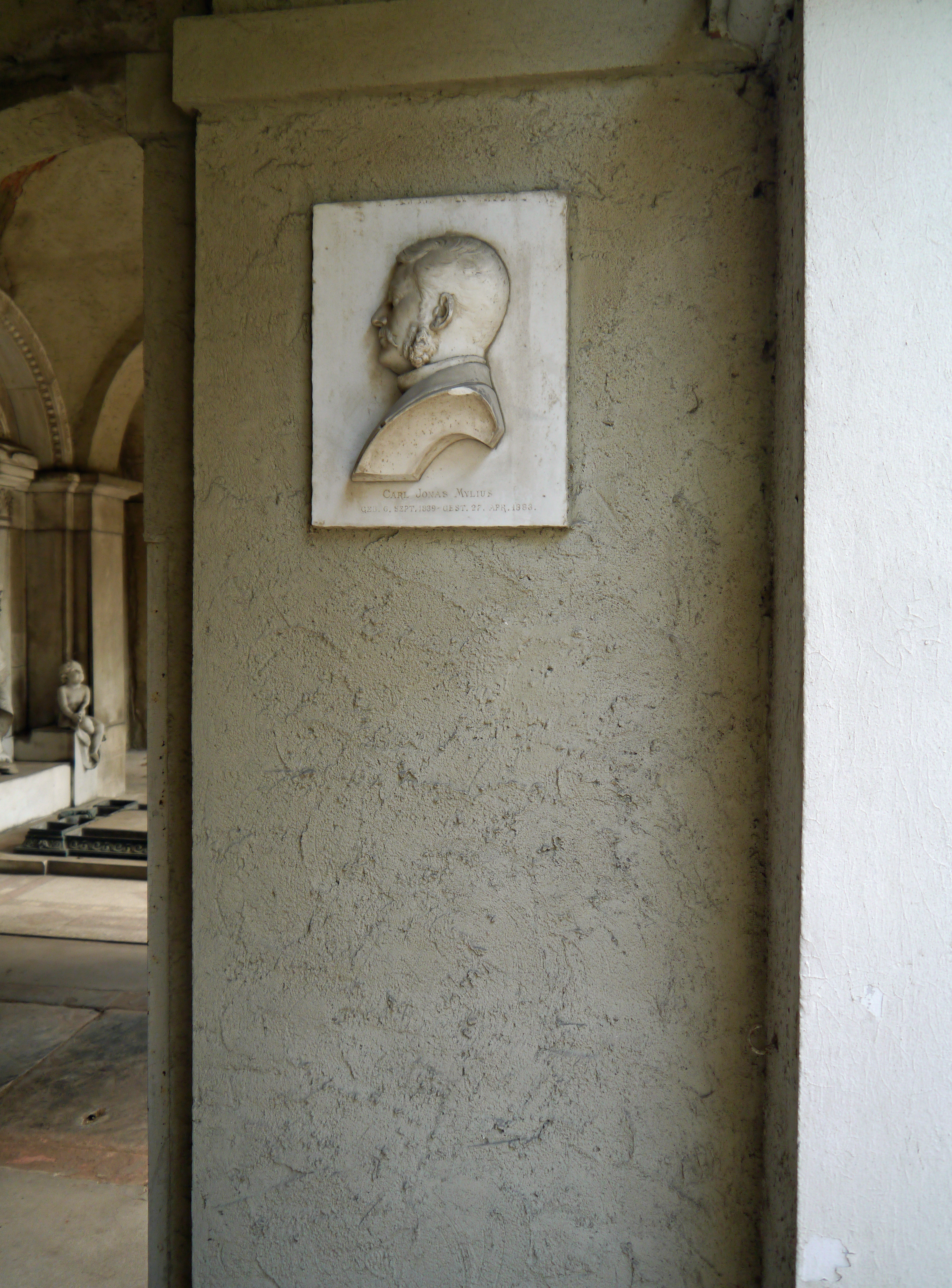
Relief an Gruft 24

## Schriften
- Familie Mylius Basler Zweig (PDF; 34 kB)
- Villa Mylius-Vigoni am Comer See
- Gemälde und Familienhistorie der Villa Mylius-Vigoni am Comer See
- Treppen-, Vestibul- und Hof-Anlagen aus Italien. Skizzen, photolithographisch ausgeführt. Dürr, Leipzig 1867.[5]